# BD +17° 3248
BD +17° 3248 - стара зоря другої популяції, розташована на
відстані приблизно 968 світлових років в гало Галактики. Вона належить до класу ультра-метал-бідних зірок, зокрема до дуже рідкісного підкласу зір, збагачених нейтронним захватом (R-процес) (англ. neutron-capture enhanced stars).
Приблизно з 2000 року цю зорю досліджували 3 телескопи: а) космічний телескоп Габбл, б) телескоп Кека і в) телескоп Харлана Дж. Сміта в обсерваторії Макдональда Техаського університету. Була визначена поширеність елементів в діапазоні від германію (Z=32) до урану (Z=92). Космічний телескоп «Габбл» використовувався для спостереження за ультрафіолетовою частиною зоряного спектра. Це дозволило виміряти поширеність платини, осмію і, вперше за межами Сонячної системи, золота. Починаючи з барію (Z=56) і далі, всі елементи показують патерн внеску R-процесу у поширеність елементів у Сонячній системі.
Наукові групи університету Майнца і університету Базеля під керівництвом Карла-Людвіга Краца і Фрідріха-Карла Тілеманна провели порівняння між спостережуваною поширеністю стабільного елемента європію (Z=63) і радіоактивних елементів торію і (Z=90) і урану (Z=92) з розрахунковою поширеністю R-процесу при вибуху наднової типу II. Це дозволило оцінити вік цієї зірки у приблизно 13,8 мільярда років з похибкою близько 4 млрд років. Подібний вік був отриманий для іншої ультра-метал-бідної зорі (CS31082-001) зі співвідношення торію до урану. Ці зорі ймовірно народилися лише кілька сотень мільйонів років після великого вибуху.